# 布拉斯敦 (喬治亞州)
布拉斯敦（英語：Brasstown）是位於美國喬治亞州湯斯縣的一個鬼鎮。由於此地已於20世紀被荒廢，本地已無人居住。

## 地理
布拉斯敦的座標為34°51′26″N 83°43′20″W / 34.85722°N 83.72222°W，而該地的平均海拔高度為1458米（即4714英尺）。